# Fløyen

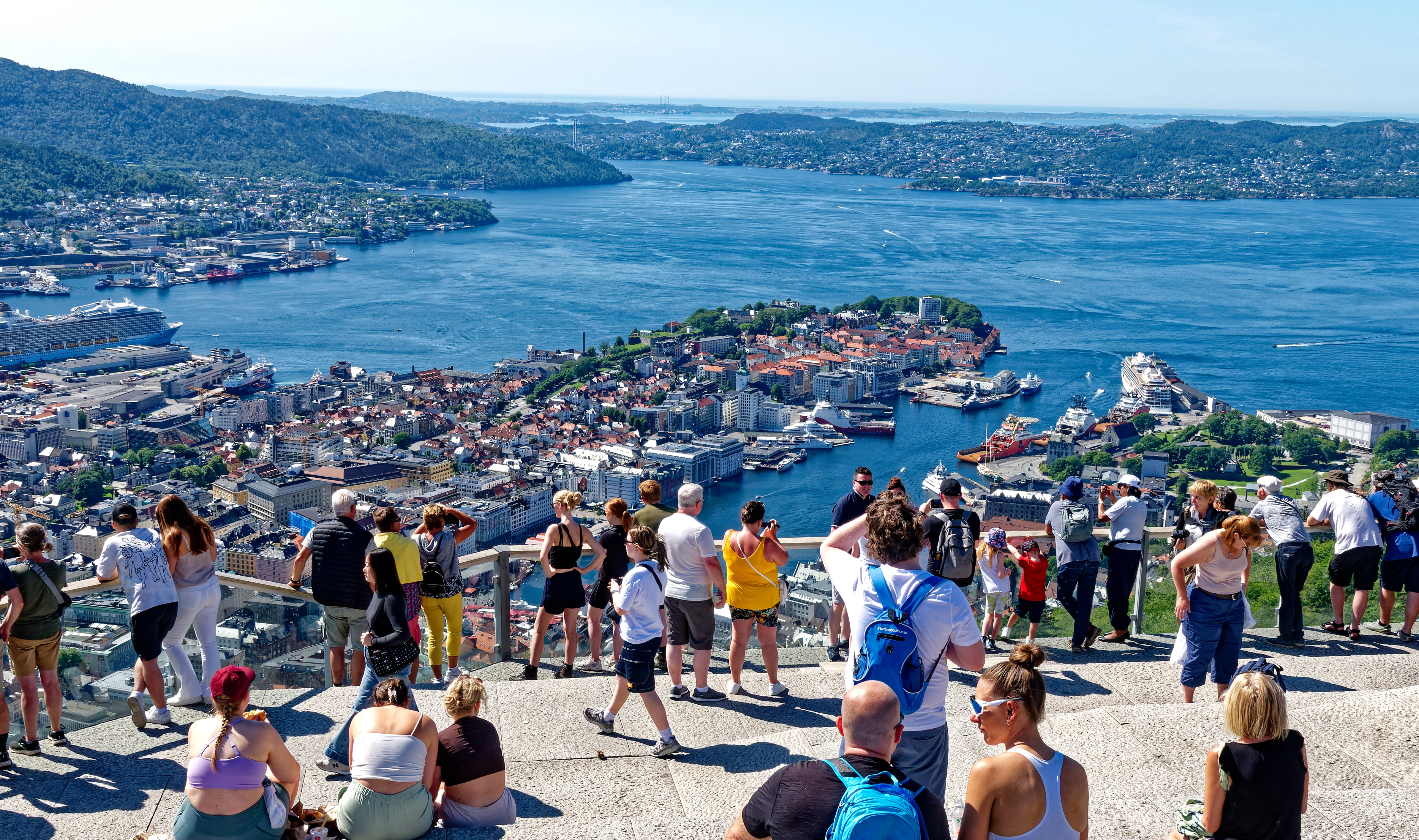
Blick von der Aussichtsterrasse auf Bergen

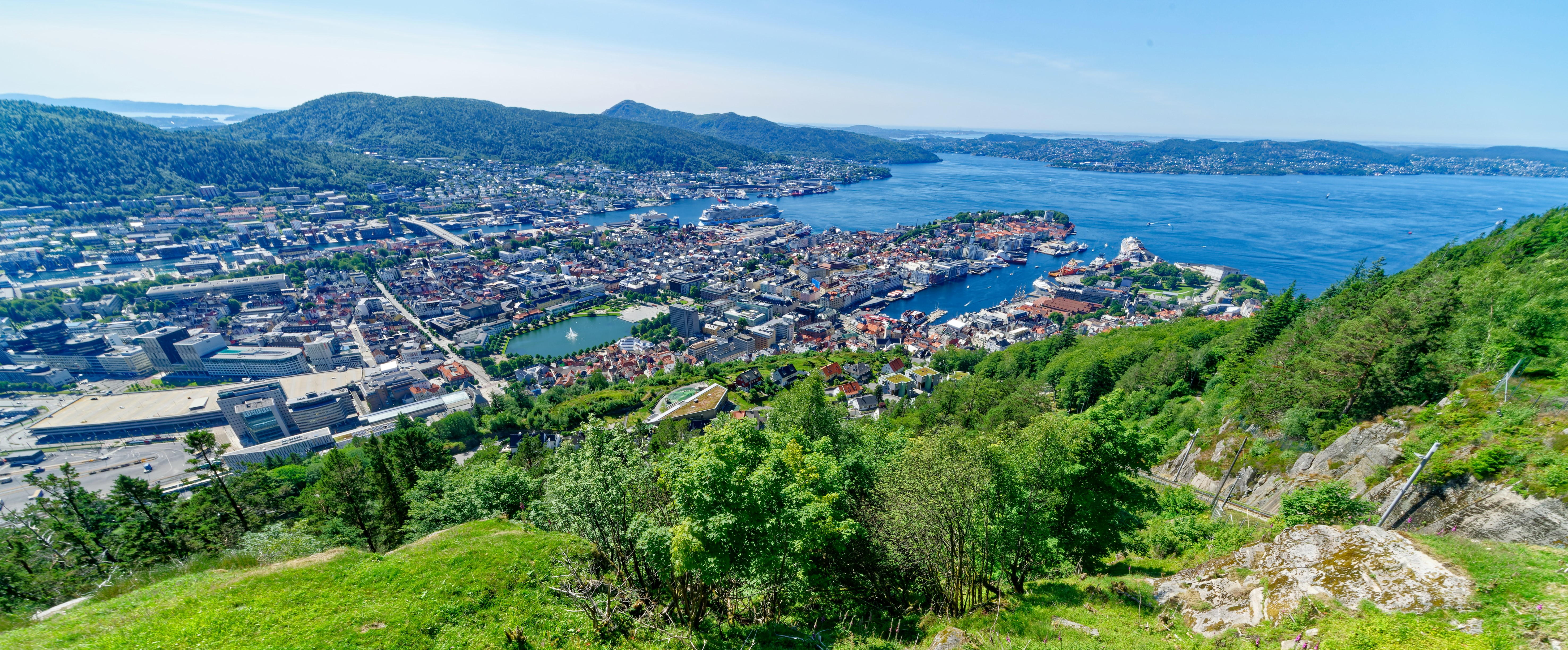
Panorama von Bergen, vom Fløyen gesehen

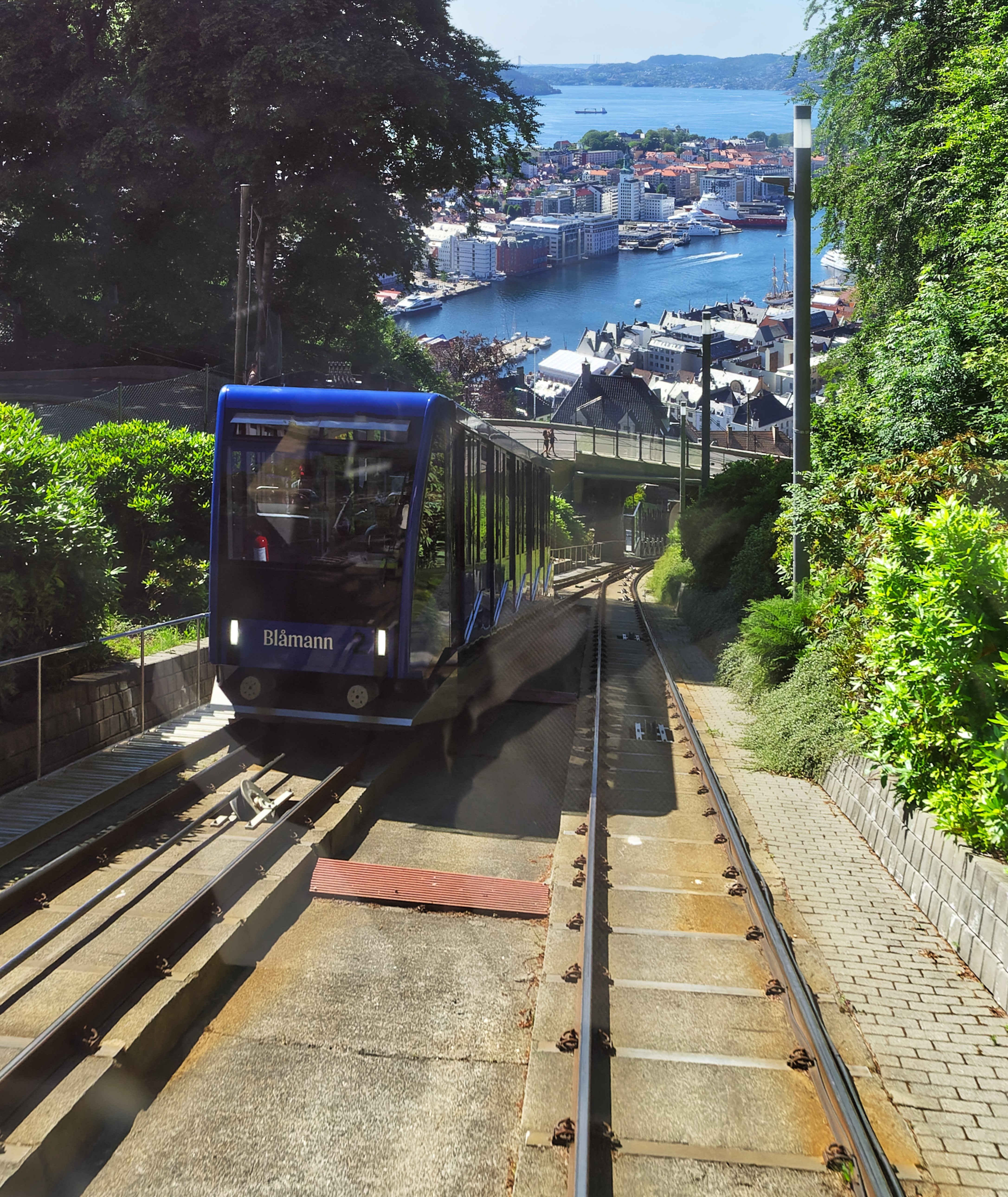
Fløibanen

Fløyen ist einer der sieben Berge der norwegischen Stadt Bergen und deren beliebteste Touristenattraktion. Das Bergplateau liegt auf einer Höhe von 399 moh., direkt oberhalb des Stadtzentrums.
Der Name stammt von dem noch heute auf dem Bergrücken existierenden Windflügel, der den aus dem geschützten Hafen von Bergen, dem Vågen, auslaufenden Schiffen die Windrichtung anzeigen sollte.
Die Aussicht über die Halbinsel macht den Fløyen zu einem beliebten Ausflugsziel sowohl bei Touristen wie bei Einheimischen. Von dort gibt es Wandermöglichkeiten über die Hochebene zum Ulriken.
Die Fløibane ist eine 850 Meter lange elektrische Standseilbahn, die mit zwei Wagen zwischen dem Gipfel und dem Stadtzentrum mit drei Zwischenstationen verkehrt.